# Die Entführung von Swissair 100 – Geiseldrama in der Wüste
Die Entführung von Swissair 100 – Geiseldrama in der Wüste ist ein Dokumentarfilm von Adrian Winkler und Laurin Merz, der über eine Flugzeugentführung berichtet. Es wird die Vorgeschichte erläutert und das Ereignis wird anhand von Zeugenberichten dargestellt.

## Handlung
Der Flug Swissair 100 wurde von der Douglas DC-8 HB-IDD «Nidwalden» durchgeführt. Die Maschine wurde am 6. September 1970 von der Volksfront zur Befreiung Palästinas entführt und nach Zarqa in Jordanien geflogen, die Passagiere wurden als Geiseln festgehalten. Der Fall wurde als Geiseldrama in der Wüste bekannt. Insgesamt wurden an jenem Tag drei Flugzeuge entführt: eine Swissairmaschine, eine TWA-Maschine und ein Flugzeug der britischen Gesellschaft BOAC.
Im Film berichten Crewmitglieder und Passagiere von ihren Erfahrungen. Sie schildern, wie sie den Alltag organisierten und über Gespräche und Kommunikation mit den Entführern. Die Erfahrungen werden unterschiedlich berichtet. Die Behandlung der Passagiere der Swissair war vergleichsweise gut, die Passagiere der anderen Flugzeuge litten unter schwierigeren Bedingungen.
Auf der Seite der Verhandler gaben ein ehemaliger Nationalrat und Unterhändler Interviews. Sie berichten vom Aufbau erster Kontakte und den zahlreichen diplomatischen Gesprächen mit dem Ziel der Befreiung der Geiseln. Nach vielen Verhandlungen und dem Eingreifen des Militärs konnten alle Schweizer Geiseln am 12. September befreit werden. Das Geschehen wird durch die Historiker Aviva Guttmann und Thomas Skelton-Robinson sowie dem Autor Marcel Gyr historisch eingeordnet.
Der Film wurde am 12. Februar 2024 ausgestrahlt und im Januar 2025 an den Solothurnern Filmtagen gezeigt.